# 月澹荘綺譚
『月澹荘綺譚』（げったんそうきたん）は、三島由紀夫の短編小説。三島がいくつか書いた怪談系統の作品の中の一つとしてみなされることもある。伊豆半島の岬にかつてあった月澹荘という別荘をめぐる40年前の奇怪な物語。夏の岬の自然を背景に、「見つめる目と愛の不能」、「意識と行為の絶対的な溝」という主題を描いている。
1965年（昭和40年）、雑誌『文藝春秋』1月号に掲載された。単行本は同年7月30日に新潮社より刊行の『三熊野詣』に収録された。文庫版としては、1978年（昭和53年）11月27日に刊行の新潮文庫の『岬にての物語』に収録された。その後2000年（平成12年）、鳥影社の雑誌『季刊文科』11月号にも再掲載された。
翻訳（英題：The Strange Tale of Shimmering Moon Villa）はTomoko Aoyama によって行われている。

## 執筆背景
三島由紀夫は本作が収録された『三熊野詣』のあとがきで次のように述べている。
また、この「あとがき」を書いた同時期に三島は、〈私は「目」だけの人間になるのは、死んでもいやだ。それは化物になることだと思ふ。それでも私が、生来、視覚型の人間であることは、自ら認めざるをえない〉と述べ、『月澹荘綺譚』の登場人物のような「視覚型の人間」への嫌悪を示している。

## あらすじ
去年の夏、「私」は伊豆半島南端の下田に滞在中、城山の岬をめぐり、かつて明治の元勲・大澤照久侯爵が建てた「月澹荘」という名の別荘にまつわる40年前の話を一人の老人から聞いた。その老人・勝造は、漁師の父が別荘番をしていた関係で、大澤照久侯爵の嫡男・照茂と幼友達であった。照茂は侯爵が亡くなると家督を継ぎ、大正13年（1924年）に20歳で結婚した。その夏、新婚夫婦は月澹荘を訪れたが、翌年の秋に別荘は火事で焼失した。無人の別荘の出火の原因は不明だった。それを機に夫人は別荘の土地を下田へ寄附する旨の手紙を勝造に送った。その手紙の送り主が主人の照茂でなかったのは、その年すでに照茂はこの世にいなかったからだった。
新婚の照茂夫人は、初めて月澹荘を訪れたとき、庭で誰かの視線を常に感じていた。照茂が死んだ翌年、夫人は一人で月澹荘を訪れ、夫がなぜあんなふうに死んだのか、何か秘密の事情を隠しているらしい勝造に問うた。勝造は2年前の出来事を語りだした。

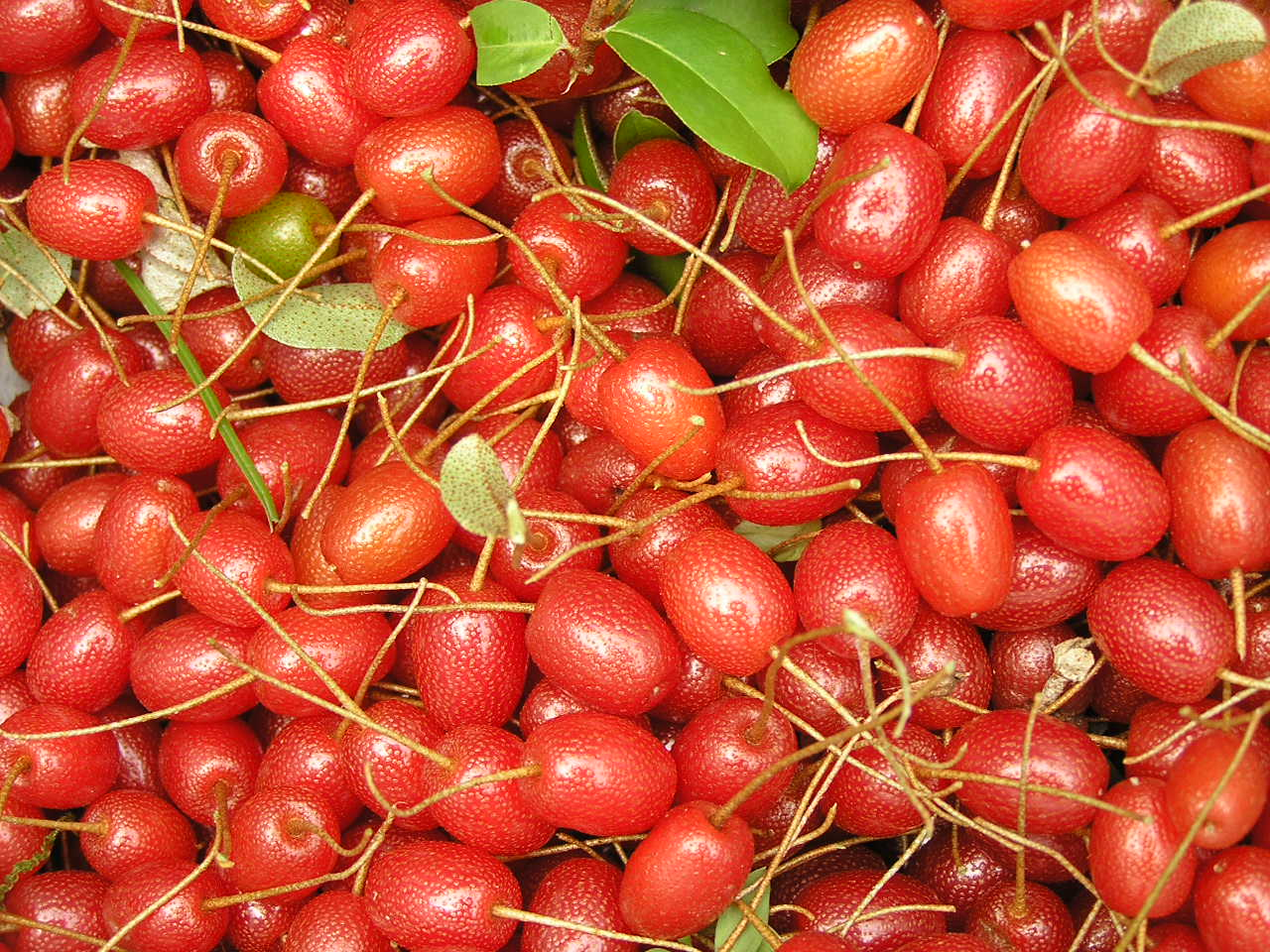
グミの実

それは照茂が結婚する前年、照茂が19歳、勝造が18歳の夏だった。城山を散策中、二人は白痴の娘・君江が赤いグミの実を摘んでいるのを見かけた。照茂は君江の腰をじっと見つめ出し、勝造に君江を強姦するように命令した。殿様の言うことに忠実で従うことしかできなかった勝造は、しゃにむに目的を遂げようと君江を襲った。その間、照茂はじっと冷酷な感情のない澄んだ目で、泣いて咽ぶ君江の顔を至近距離で水棲動物の生態を観察するかのように見ていた。君江はその視線から逃れようと必死だった。勝造の秘密の告白を聞いた夫人は、なぜ君江が勝造でなく照茂を憎んだのか納得した。そして結婚以来一度も夫婦の契りがなかったこと、夫はただじっとすみずみまで熱心に見るだけだったことを勝造に告げた。
照茂は夫人と月澹荘を訪れた夏、岬近くの茜島という小島へスケッチに行ったまま、崖で死んでいたのだった。頭を砕かれ海へずり落ちそうになっていた。勝造はそれを一目見て、君江が殺したのだとすぐ解った。照茂の両眼はえぐられ、そのうつろには夏グミの実がきっしり詰め込んであった。

## 登場人物
私
歴史や漢詩の七言絶句などに造詣が深い研究者。去年夏に下田に滞在中、以前から興味を持っていた名前の月澹荘を探す。月澹荘は、かつてその岬の城山に明治の元勲・大澤照久侯爵の建てた別荘で、名前の由来は唐の呉子華の「月澹ク煙沈ミ暑気清シ」という七言絶句から来ている。
照茂
元勲・大澤照久侯爵の嫡男。無口で敏活でなく、ただ目だけが潤んで大きく、物をじっと見て観察することしかしない。父の死後、家督を継ぎ、20歳で結婚。父は下級武士の出身であったが、一代で貴顕となった。
勝造
照茂の幼友達だった老人。鑿を荒く的確に使い作った面のような顔。単純な目鼻立ちなりに深く皺が刻まれ、黒檀の光沢を放っている。勝造の父親（漁師）は月澹荘の別荘番をしていた。勝造は幼少・青年時代、1歳年上の照茂の遊び相手となり、照茂の命令には忠実だった。父の死後、引継いで別荘番となる。
若夫人
照茂の美しい若妻。高貴な夫人。大正13年（1924年）に結婚し、その夏に月澹荘を訪れる。
君江
白痴の娘。子供らに石をぶつけられても怒らず、人に害は加えない性質だった。

## 文壇の反響・同時代評価
『月澹荘綺譚』に対する論評はあまりないが、同時代評は賛否が分かれていた。
否定的なものとしては、山本健吉が、三島が『月澹荘綺譚』で「古典的な事件のロマネスク」を目指したことを、「今日の小説界」にとって「一種の解毒剤的な効果」があるとしつつも、照茂の死の原因が「性的倒錯によるという種明かし」は、三島が「奇」を力んで見せただけで、照茂の話が「〈綺譚〉の名」に価するとは思えないとし、「〈綺譚〉の背後に人生が皆無である」と評した。江藤淳は『月澹荘綺譚』を含めた前後の作品に、「個人的な事情を超えた」戦後の終焉、「日本浪曼派的な思考の復活」の影響からの、三島の「岐路」「転機」を看取し、「三島氏は、今や正説と化しつつある思想を、逆説を語るために練磨した芸によって語らなければならない」として、「三島氏はあるいは行為者となることに一方の活路を求めようとしているのかも知れない」と鋭い指摘をしながらも、「そうだとすれば、ここに描かれた行為は、行為というより行為に関する儀式にすぎない」と評した。
その一方、磯田光一は、「輝かしい過去の喚起によって現在の空白を埋めようとする作者の心」は、ボードレールの「強靭な現実呪詛の心」と比類するものと高評し、「どれほど頽廃的に見えようと、これを充足した人間劇と呼ばずして何と呼ぼう」と述べた。

## 作品評価・解釈
渡辺広士は、『月澹荘綺譚』について、「見つめる目と愛の不能、言い換えると意識と行為の絶対的な溝というテーマの、グロテスクで美しいフィクションである」と評している。
柳沢善治は、『月澹荘綺譚』の「水路」の描写が、『絹と明察』の終結部の「水」の描写や、『天人五衰』の「波」の描写に酷似していることに着目しながら、『月澹荘綺譚』の照茂と君江との関係と、『天人五衰』の安永透と絹江との関係の類似性を探り、『月澹荘綺譚』を『天人五衰』のエスキースと捉えている。また、「見る人」としての照茂の人物造型とその死を、『豊饒の海』などの「覗き」や「認識」のモチーフとの比較から探る必要性や、〈月澹荘綺譚〉が焼けたのが〈四十年前〉という、三島の当時の年齢と符合することの考慮を提起している。

## テレビドラマ化
- 月曜・女のサスペンス『侯爵殺人事件・呪われた別荘』（東京12チャンネル） 
  - 1990年（平成2年）12月3日 月曜日 21:00 - 21:54
  - 脚色：佐伯けい、今村和代。監督：淡野健。
  - 出演：平栗あつみ（聡子）、森本レオ（老人の勝造）、杉本哲太（勝造）、青山裕一（照茂）、中川喜美子（君江）、夏川加奈子、ほか

## おもな収録刊行本

### 単行本
- 『三熊野詣』（新潮社、1965年7月30日）
  - 装幀：観世宗家所蔵意匠（函：紅白段市松御所車唐織。見返し：紅浅黄段亀甲籬小菊模様唐織）。
  - 目次裏に、「これらの唐織は“熊野”のシテの装束にも使用されている」とある。
  - クロス装。貼函。紫色帯。あとがき：三島由紀夫
  - 収録作品：「三熊野詣」「月澹荘綺譚」「孔雀」「朝の純愛」
- 文庫版『岬にての物語』（新潮文庫、1978年11月27日）
  - カバー装幀：沢田哲郎。解説：渡辺広士
  - 収録作品：「苧菟と瑪耶」「岬にての物語」「頭文字」「親切な機械」「火山の休暇」「牝犬」「椅子」「不満な女たち」「志賀寺上人の恋」「水音」「商い人」「十九歳」「月澹荘綺譚」
- 『三島由紀夫集 雛の宿〈文豪怪談傑作選〉』（ちくま文庫、2007年9月10日）
  - カバー装幀：山田英春、金井田英津子
  - 編集・解説：東雅夫「幽界（ゾルレン）と顕界（ザイン）と」
  - 収録作品：「朝顔」「雛の宿「花火」「切符」「鴉」「英霊の聲」「邪教」「博覧会」「仲間」「孔雀」「月澹荘綺譚」「雨月物語について」「柳田國男『遠野物語』――名著再発見」「泉鏡花『日本の文学4』解説より抄録」「内田百閒『日本の文学34』解説より抄録」「川端氏の『抒情歌』について」「ポップコーンの心霊術—横尾忠則論」「小説とは何か」
- 英語版『Voices of the Fallen Heroes, and other stories』（Vintage Books、2025年1月）
  - 編者：Stephan Dodd。「月澹荘綺譚」の訳者：Tomoko Aoyama
  - Introduction（まえがき）：ジョン・ネイスン
  - 収録作品：苺（Strawberry）、帽子の花（The Flower Hat）、月（Moon）、自動車（Cars）、可哀さうなパパ（Poor Papa）、切符（Tickets）、孔雀（The Peacocks）、朝の純愛（True Love at Dawm）、月澹荘綺譚（The Strange Tale of Shimmering Moon Villa）、荒野より（From the Wilderness）、英霊の聲（Voices of the Fallen Heroes）、仲間（Companions）、時計（Clock）、蘭陵王（The Dragon Flute）

### 全集
- 『三島由紀夫全集17巻』〈第8回配本〉（新潮社、1973年12月25日）
  - 背革紙継ぎ装。貼函。帯。四六判。旧字・旧仮名遣い。
  - 装幀：杉山寧。口絵写真1頁1葉（著者肖像）あり。
  - 月報：松本道子「或る日の思い出」。佐伯彰一《評伝・三島由紀夫》8「二つの遺作（その7）」。虫明亜呂無《同時代評から》8「『英霊の声』『絹と明察』などをめぐって」
  - 収録作品：「剣」「絹と明察」「月澹荘綺譚」「三熊野詣」「孔雀」「朝の純愛」「仲間」「英霊の聲」「荒野より」「時計」「蘭陵王」
  - ※ 同一内容で豪華限定版（総革装。天金。緑革貼函。段ボール夫婦外函。A5変型版。本文2色刷）が1,000部あり。装幀：杉山寧
- 『三島由紀夫短篇全集』〈下巻〉（新潮社、1987年11月20日）
  - 布装。セット機械函。四六判。2段組。
  - 収録作品：「家庭裁判」から「蘭陵王」までの73篇。
- 『決定版 三島由紀夫全集20巻・短編6』（新潮社、2002年7月10日）
  - 貼函。布クロス装。丸背。箔押し2色。帯。四六判。旧字・旧仮名遣い。
  - 装幀：新潮社装幀室。装画：柄澤齊。口絵写真1頁1葉（著者肖像）あり
  - 月報：金子國義「優しく澄んだ眼差し」。出久根達郎「商人根性」。田中美代子《小説の創り方》20「精霊の来訪」
  - 収録作品：「憂国」「苺」「帽子の花」「魔法瓶」「月」「葡萄パン」「真珠」「自動車」「可哀さうなパパ」「雨のなかの噴水」「切符」「剣」「月澹荘綺譚」「三熊野詣」「孔雀」「朝の純愛」「仲間」「英霊の声」「荒野より」「時計」「蘭陵王」、参考作品21篇、異稿5篇、創作ノート

### アンソロジー
- 『アンソロジーしずおか』（静岡新聞社、2017年2月）
  - 編集：アンソロジーしずおか編集委員会編
  - 収録作品：大岡信「螢火府」、梶井基次郎「蒼穹」、太宰治「満願」、藤枝静男「一家団欒」、吉田知子「お供え」、三木卓「六月」、泉鏡花「雛がたり」、内田百閒「由比駅」、川端康成「神います」、坂口安吾「熱海復興」、三島由紀夫「月澹荘綺譚」、庄野潤三「石垣いちご」、小川国夫「河口の南」

## 関連事項
- 呉子
- 視姦